# ماريوري دي سوزا
إسمها ماريوري ليسيتي دي سوزا ريفاس (بالإسبانية: Marjorie Lissette de Sousa Rivas) هي ممثلة و عارضة ازياء فنزويلية ولدت 23 أبريل 1980 في مدينة كاراكاس عاصمة فنزويلا وهي من أصل برتغالي.

## حياتها
في 12 من العمر بدأت بالعمل في مجال عرض الأزياء و في اعلانات التلفزيون، وفي عام 1999 انتخبت كملكة جمال لفنزويلا وكانت مصمم أزيائها جيوفاني سكوتارو، وقد مثلت في مسلسل القطة المتوحشة في 2002.

## روابط خارجية
- ماريوري دي سوزا على موقع IMDb (الإنجليزية)
- ماريوري دي سوزا على موقع قاعدة بيانات الفيلم (الإنجليزية)